# Alwin Riedmann
Alwin Riedmann (* 21. Jänner 1941 in Bregenz) ist ein ehemaliger österreichischer Politiker (SPÖ) und Vertreter. Er war von 1980 bis 1984 sowie von 1987 bis 1994 Abgeordneter zum Vorarlberger Landtag.

## Ausbildung und Beruf
Riedmann besuchte nach der Volksschule Hard die Hauptschule in Bregenz und absolvierte von 1955 bis 1959 eine Lehre als Schriftsetzer bei der Firma J. N. Teutsch in Bregenz. Er bildete sich als Maschinen- und Fotosetzer weiter und leistete im Jahr 1960 seinen Wehrdienst ab. Riedmann arbeitete von 1961 bis 1984 als Schriftsetzer, Leiter der Schriftsetzerei und Außendienstmitarbeiter für die Schweiz bei der Druckerei Pfanner, danach war er bis 2001 selbständiger Vertreter für Drucksachen. 2001 wurde Riedmann pensioniert. 

## Politik und Funktionen
Riedmann engagierte sich gewerkschaftlich und trat 1955 der Gewerkschaft Druck und Papier bei. Ab 1956 war er auch Mitglied der Sozialistischen Jugend und engagierte sich zwischen 1961 und 1969 als Obmann der Gewerkschaftsjugend Vorarlberg. Er war zudem von 1966 bis 1969 Obmann der Gewerkschaft Druck und Papier Vorarlberg. 1963 war Riedmann auch der SPÖ beigetreten, die er in der Folge von 1970 bis 1995 in der Gemeindevertretung von Hard vertrat. Hier war er unter anderem von 1970 bis 1980 Obmann des Schulbauausschusses und von 1980 bis 1995 Obmann des Kulturausschusses. Innerparteilich wirkte er von 1966 bis 1994 als Ortsparteivorsitzender der SPÖ Hard, war von 1967 bis 1995 Mitglied des SPÖ Bezirksparteivorstandes Bregenz und von 1967 bis 1995 Mitglied und Schriftführer des Landesparteivorstandes der SPÖ Vorarlberg.
Riedmann wurde als Abgeordneter des Wahlbezirkes Bregenz am 1. August 1980 als Nachfolger von Norbert Neururer für den Vorarlberger Landtag angelobt. Er gehörte dem Landtag bis zum 5. November 1984 an und rückte am 17. Oktober 1987 erneut, diesmal für Fritz Mayr in den Landtag nach, dem er in der Folge bis zum 3. Oktober 1994 angehörte. Riedmann war Bereichssprecher für Kultur und Sport des SPÖ-Landtagsklubs.

## Privates
Alwin Riedmann wurde als Sohn des Lagerhalters Erwin Riedmann und dessen Gattin Laura Riedmann geboren. Er heiratete 1965 Gertraud Hack und wurde 1969 Vater eines Sohnes und 1970 Vater einer Tochter.

## Auszeichnungen
- Silberne Ehrennadel des Vbg. Zivilschutzverbandes (1988)
- Ehrenzeichen des Vorarlberger Blasmusikvereins